# Kotjärnen (Degerfors socken, Västerbotten, 717387-168036)
Kotjärnen är en sjö i Vindelns kommun i Västerbotten och ingår i Sävaråns huvudavrinningsområde.